# 谢杜埃河
谢杜埃河（法語：Chédouet，法語發音：[ʃedwɛ]）是法国卢瓦尔河地区大区萨尔特省的河流，是萨尔特河的左支流，长7.21千米，发源自卢兹，于佩尔塞涅新城流入萨尔特河。